# Gryposaurus
Il griposauro (gen. Gryposaurus) era un dinosauro vissuto nel Cretaceo superiore (Santoniano - Campaniano, tra 66 e 75 milioni di anni fa) in Nordamerica.

## Descrizione

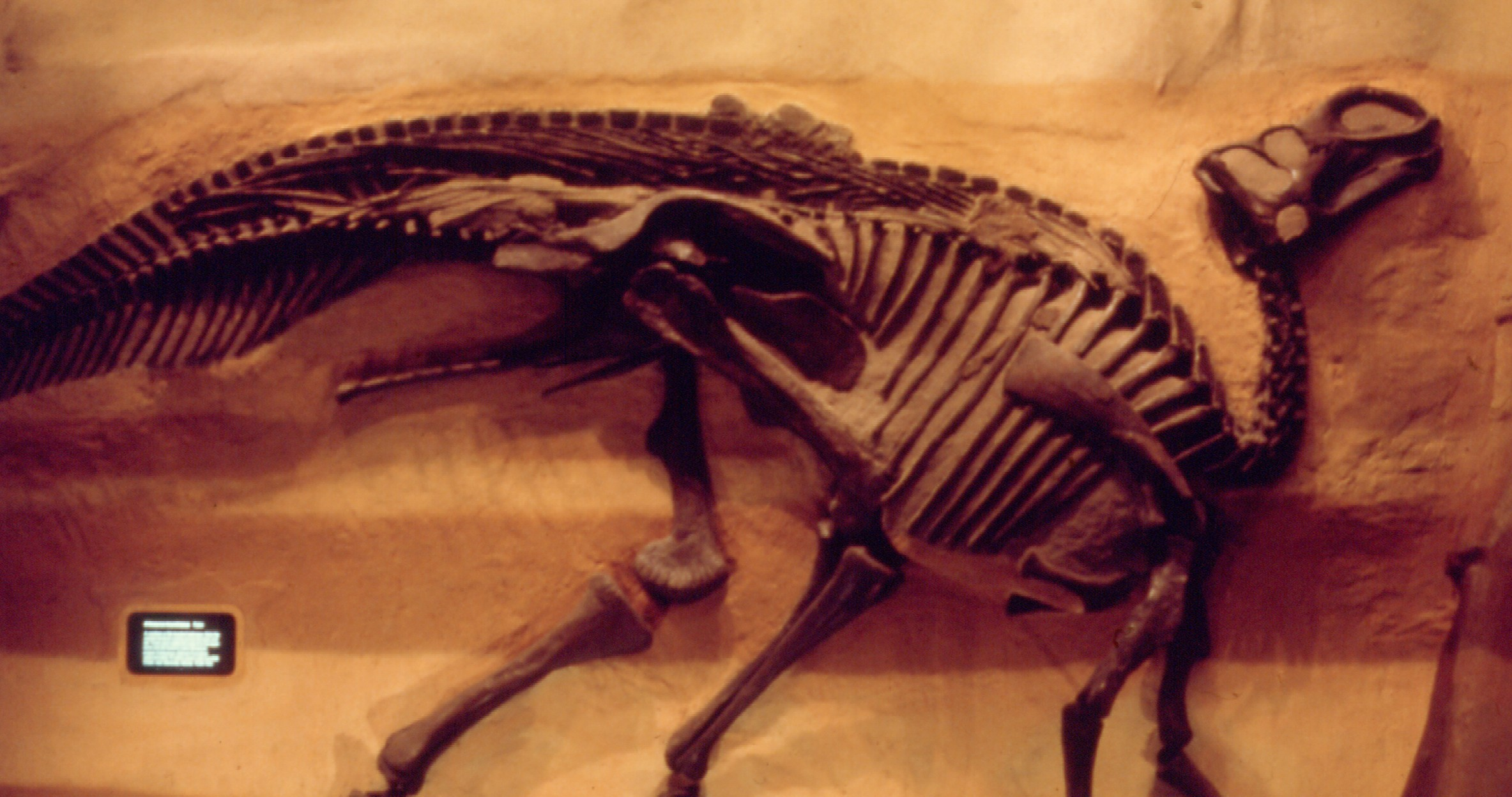
Gryposaurus incurvimanus

Questo animale, di cui si conoscono varie specie, era un caratteristico adrosauro che, nell'aspetto generale, ricorda molto gli altri componenti della famiglia, tanto da essere spesso confuso con altri generi (principalmente Kritosaurus). Il cranio del griposauro è dotato di una struttura ossea simile a un rigonfiamento in corrispondenza delle narici. La funzione di un tale rilievo di osso pieno non è nota: forse serviva come richiamo sessuale, e in vita si ipotizza fosse ricoperta di pelle dai vivaci colori, o forse veniva utilizzata negli scontri intraspecifici, "muso contro muso", un po' come probabilmente avveniva tra i pachicefalosauri, e permetteva di assorbire l'impatto in duelli ritualizzati decisivi per la gerarchia del gruppo o il controllo di un harem.

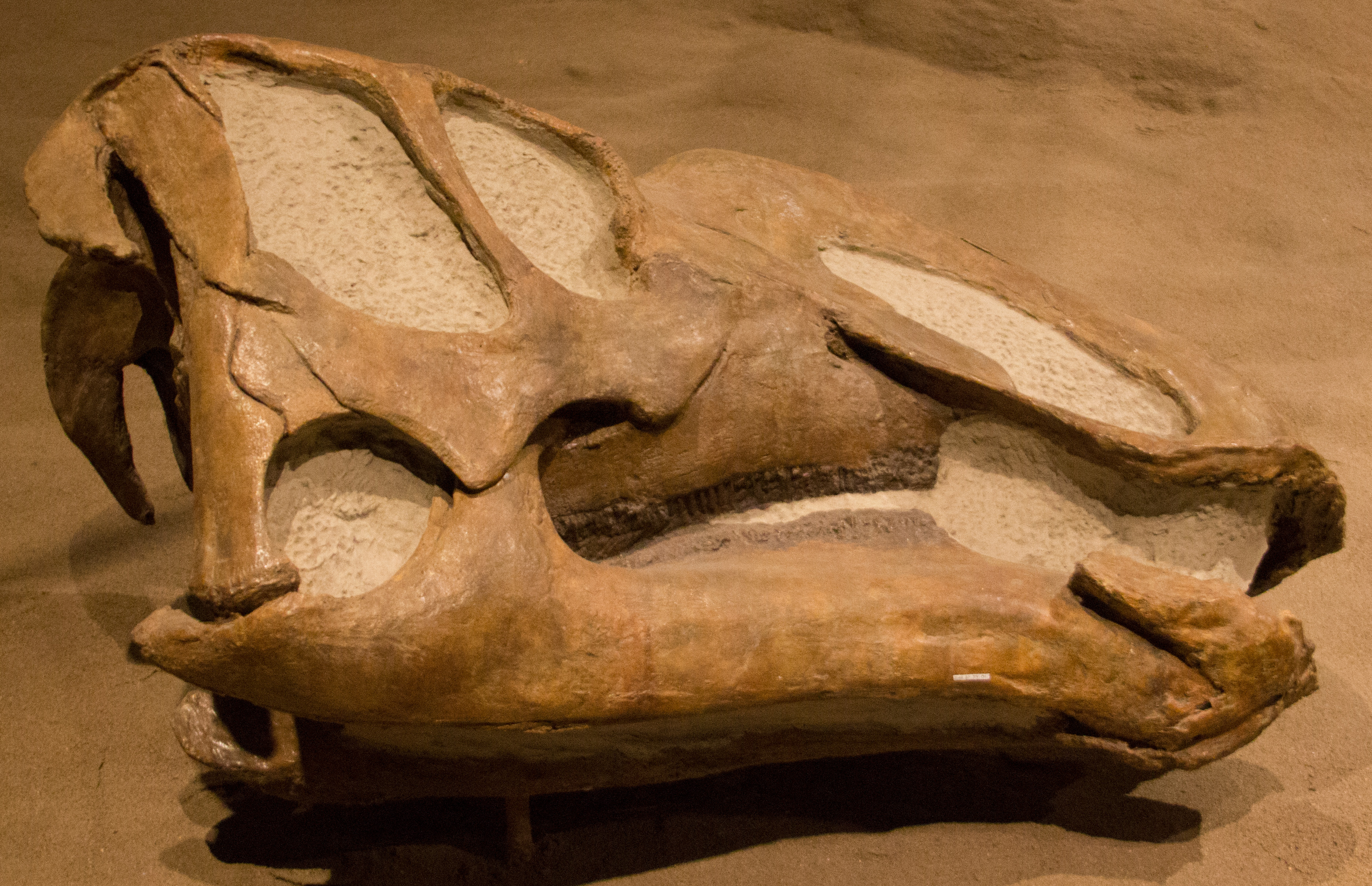
Cranio di Gryposaurus.

Lungo 9 metri, il griposauro si aggirava nelle pianure del Nordamerica probabilmente in grandi mandrie, brucando la vegetazione bassa con il largo becco. Come la maggior parte degli adrosauri, questo dinosauro era semibipede: di solito si spostava su tutte e quattro le zampe, ma all'occorrenza (ad esempio se doveva fuggire da un predatore) era senz'altro in grado di utilizzare le sole zampe posteriori, lunghe e forti.

## Specie fossili

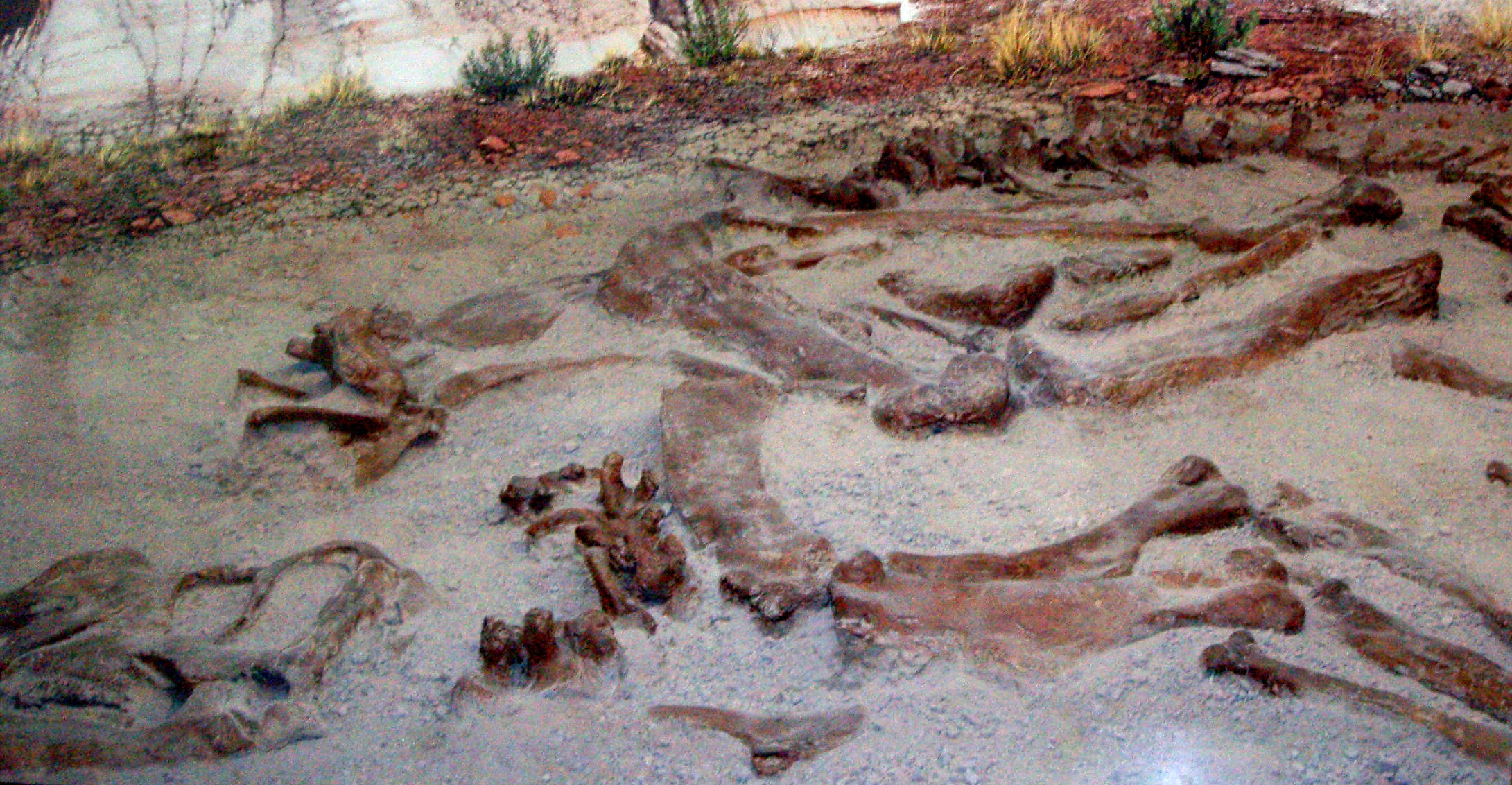
Fossili di G. notabilis.

La specie più nota di griposauro è G. notabilis, scoperta da Lawrence Lambe nel 1914 in Canada e risalente al Campaniano (circa 78 milioni di anni fa). Uno scheletro di questo dinosauro è esposto al Museo civico di storia naturale di Milano. Dello stesso periodo e luogo è G. incurvimanus (un tempo nota come Kritosaurus incurvimanus), mentre nel 1992 è stata descritta nel Montana una specie leggermente più antica, G. latidens. Nel 2007 è stato descritto invece G. monumentensis, proveniente dall'Utah e vissuto nel Campaniano; questa specie è quella con la distribuzione più meridionale e possedeva un cranio più robusto.

## Nella cultura di massa
Appare nel film d'animazione Disney del 1940 Fantasia nel 4° segmento La sagra della primavera

## Bibliografia

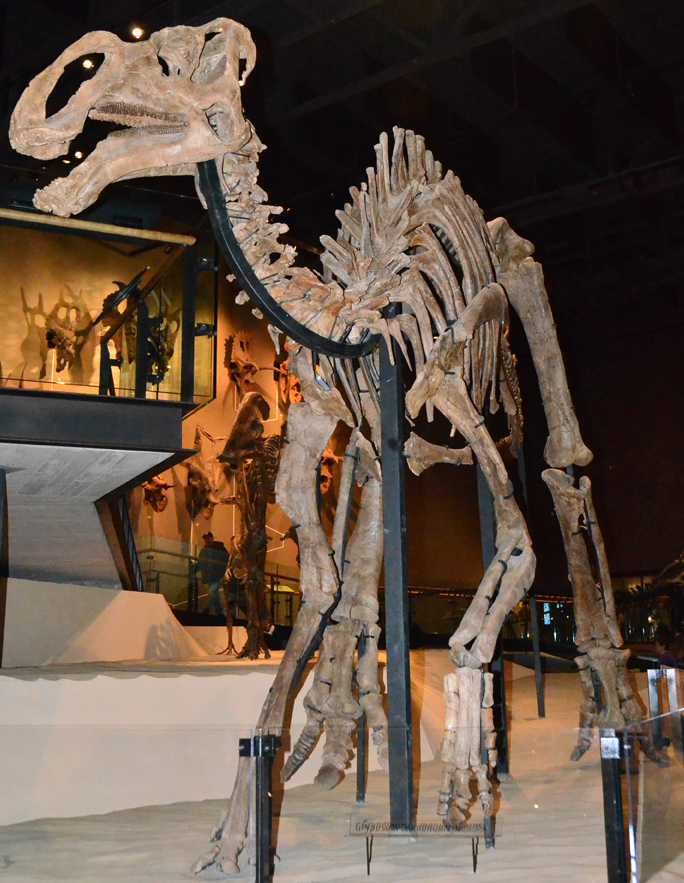
Scheletro montato